# Mordella lapidicola
Mordella lapidicola is een keversoort uit de familie spartelkevers (Mordellidae). De wetenschappelijke naam van de soort is voor het eerst geldig gepubliceerd in 1909 door Wickham.